# محمدعلی شاه‌آبادی
محمدعلی بیدآبادی اصفهانی مشهور به شاه‌آبادی (زاده ۱۲۵۱ در اصفهان – درگذشته ۳ آذر ۱۳۲۸ در تهران)، عارف و مجتهد شیعی بود. وی به فیلسوف فطرت نیز شهره بود. او فرزند محمدجواد حسین‌آبادی اصفهانی، (مشهور به بیدآبادی) بود و جواد، محمد، مهدی، حسین، حسن، عبدالله، عباس، روح‌الله، نصرالله و نورالله فرزندان وی‌اند.

## تحصیل
محمدعلی بیدآبادی اصفهانی (شاه‌آبادی) در سال ۱۲۹۲ق (۱۲۵۱ش) در محلهٔ حسین‌آباد اصفهان به دنیا آمد. وی پس از تحصیلات مقدماتی و سطح و فراگیری عرفان نظری و فلسفه نزد میرزا هاشم اشکوری، به نجف رفت و مدت هفت سال شاگرد آخوند خراسانی و میرزا محمدتقی شیرازی بود و از این دو تن و سه تن از مراجع دیگر اجازهٔ اجتهاد گرفت. از سال ۱۳۳۰ تا ۱۳۴۷ق در تهران اقامت گزید و در این مدت به تدریس و امامت جماعت اشتغال داشت. همچنین در این دوران با سید حسن مدرس رابطهٔ نزدیکی داشت. در ماه‌های آخر اقامت در تهران، در اعتراض به حرکت‌های رضاشاه در حرم عبدالعظیم حسنی متحصن شد و پس از آن به درخواست حائری یزدی به قم عزیمت کرد و در آنجا به تدریس فقه و اصول و عرفان پرداخت. از شاخص‌ترین شاگردان وی در این زمان سید روح‌الله خمینی وسیدمحمدکاظم شریعتمداری بود که به مدت هفت سال متون عرفان نظری را نزد وی فراگرفت. در سال ۱۳۵۴ق دوباره راهی تهران شد و در آنجا به تدریس و اقامهٔ نماز جماعت پرداخت.
تلاش‌های وی در تهران، موجب زمینه‌سازی دیگر فعالیت‌ها و حرکت‌هایی شد که توسط روشنفکران مذهبی پس از شهریور ۱۳۲۰ ادامه یافت.
وی علاوه بر علم فقه و اصول، بر ریاضیات و علوم غریبه و بنا به قولی زبان فرانسه نیز مسلط بود.

## آثار
- شذرات المعارف[۴]
- رشحات البحار[۵]
- مفتاح السعاده فی احکام العبادة[۶]
- حاشیه نجاة العباد[۷]
- منازل السالکین[۸]
- حاشیه کفایة الاصول آخوند خراسانی
- حاشیه فصول الاصول
- رسالة العقل و الجهل
- تفسیری مشتمل بر توحید، اخلاق و سیر و سلوک
- چهار رساله دربارهٔ نبوت عامه و خاصه[۹]

## درگذشت
محمدعلی بیدآبادی اصفهانی (شاه‌آبادی) در روز پنج‌شنبه سوم آذر ۱۳۲۸ ـ سوم صفر ۱۳۶۹ در سن ۷۷ سالگی درگذشت و در حرم عبدالعظیم حسنی واقع در شهرری دفن شد.